# Реддиш, Винсент
Винсент Картледж Реддиш (англ. Vincent Cartledge Reddish, 28 апреля 1926 — 2 января 2015) — британский астроном, провёл большую часть своей карьеры в Эдинбурге.
Занимал должности Королевского астронома Шотландии, директора Королевской обсерватории в Эдинбурге и профессора Эдинбургского университета с 1975 по 1980 годы.

## Награды
- Орден Британской империи степени офицера (15 июня 1974)[3].